# Карта накопичених відборів і нагнітання
Карта накопичених відборів і нагнітання (рос. карта накопленных отборов и закачки; англ. map of cumulative recovery and injection; нім. Karte f der angereichten Entnahmen und des Einpressens) — при нафто- і газовидобутку — карта, на якій на певну дату в умовних позначеннях по кожній свердловині показано сумарні (з початку розробки) об'єми відбору рідини та нафти і нагнітання робочого аґента, а також положення початкових і поточних контурів нафтоносності.